# 법회
법회(法會)는 원불교에서 법을 강론하고 훈련함으로써 신앙과 수행을 철저히 하게 하는 모임을 말한다. 정기법회와 수시법회가 있는데 정기법회는 월례법회(月例法會)·연례법회(年例法會), 월례법회는 예회(例會)와 야회(夜會)가 있고, 연례법회에는 동선(冬禪)·하선(夏禪)과 특별강습회(特別講習會)가 있으며, 수시법회는 형편에 따라 적당한 장소와 시기에 행한다.
예회는 매주 일요일 또는 월간 일정한 날을 정하여 보는 법회이며, 교도로 하여금 공부하는 마음을 향상하게 하는 모임이다. 식순은 ① 개회 ② 입정(入定) ③ 교가(敎歌) ④ 심고(心告) ⑤ 법어봉독(法語奉讀) ⑥ 일상수행(日常修行)의 요법(要法) ⑦ 경강(經講) 및 성가(聖歌) ⑧ 설교(說敎) ⑨ 법의문답(法儀問答) ⑩ 기타(선서문 낭독, 광고) ⑪ 산회가(散會歌) ⑫ 폐회로 되어 있다.